# Bulgária nos Jogos Olímpicos de Inverno de 2010

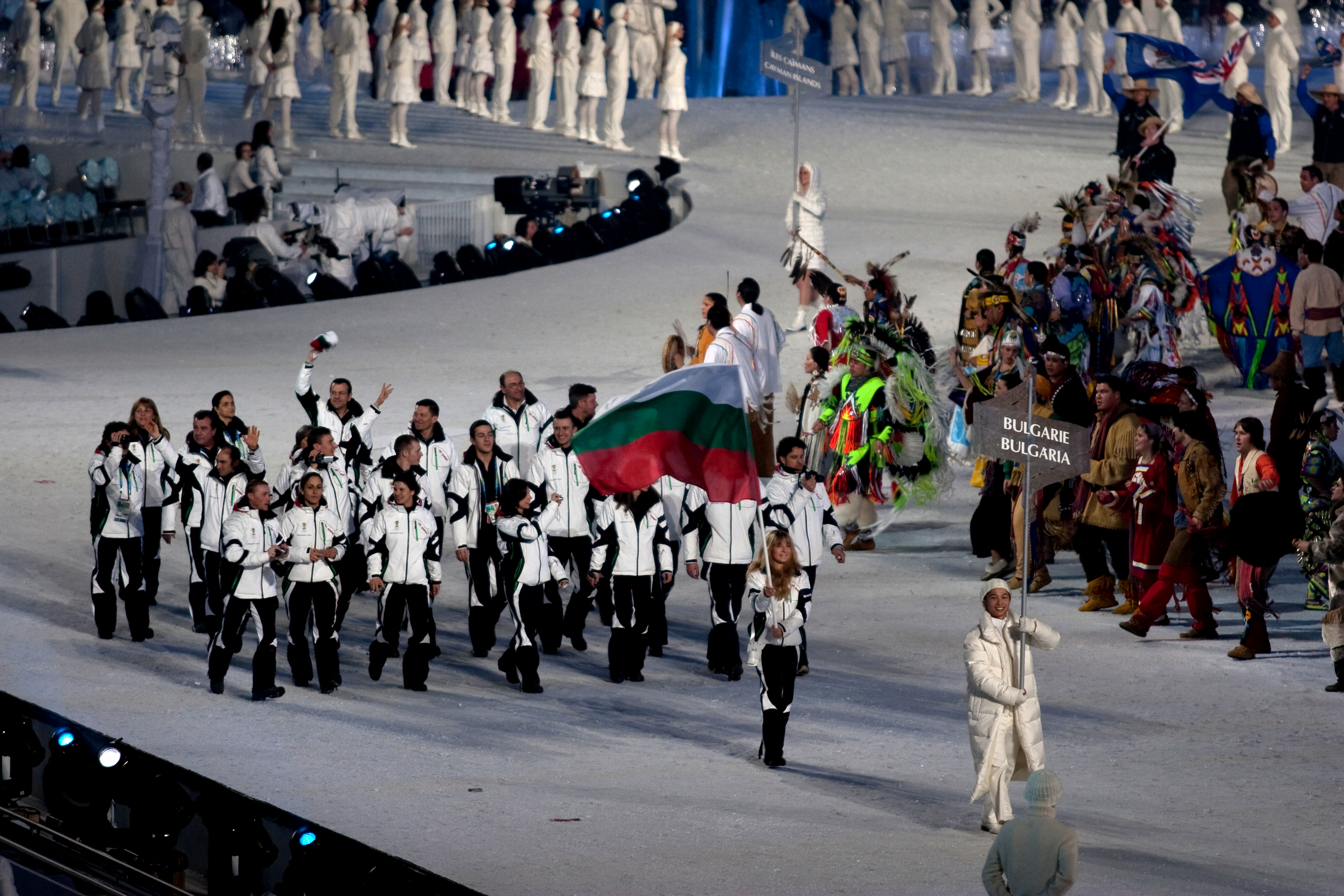
Delegação búlgara durante a cerimônia de abertura.

A Bulgária participou dos Jogos Olímpicos de Inverno de 2010, realizados na cidade de Vancouver, no Canadá. Foi a décima oitava aparição do país em Olimpíadas de Inverno.

## Desempenho

### Biatlo
Feminino
| Atleta         | Evento     | Final   | Final       | Final   |
| Atleta         | Evento     | Tempo   | Penalidades | Posição |
| -------------- | ---------- | ------- | ----------- | ------- |
| Nina Klenovska | Velocidade | 22:32.4 | 3 (1+2)     | 62º     |
| Nina Klenovska | Individual | 45:49.8 | 3 (0+1+1+1) | 48º     |

Masculino
| Atleta                                                           | Evento              | Final     | Final       | Final   |
| Atleta                                                           | Evento              | Tempo     | Penalidades | Posição |
| ---------------------------------------------------------------- | ------------------- | --------- | ----------- | ------- |
| Krasimir Anev                                                    | Velocidade          | 26:09.1   | 0 (0+0)     | 25º     |
| Krasimir Anev                                                    | Perseguição         | 37:24.2   | 3 (2+0+0+1) | 45º     |
| Krasimir Anev                                                    | Individual          | 52:09.2   | 2 (0+2+0+0) | 25º     |
| Vladimir Iliev                                                   | Velocidade          | 28:45.0   | 3 (1+2)     | 83º     |
| Vladimir Iliev                                                   | Individual          | 57:37.8   | 5 (2+1+1+1) | 79º     |
| Miroslav Kenanov                                                 | Velocidade          | 28:40.2   | 1 (1+0)     | 82º     |
| Mihail Kletcherov                                                | Velocidade          | 27:23.1   | 0 (0+0)     | 59º     |
| Mihail Kletcherov                                                | Perseguição         | 37:08.1   | 0 (0+0+0+0) | 44º     |
| Mihail Kletcherov                                                | Individual          | 54:54.6   | 3 (1+1+1+0) | 63º     |
| Michail Kletcherov Vladimir Iliev Miroslav Kenanov Krasimir Anev | Revezamento 4x7,5km | 1:29:39.7 | 0+3 0+6     | 16º     |

### Esqui alpino
Feminino
| Atleta        | Evento         | Corrida 1 | Corrida 2 | Total   | Pos. |
| ------------- | -------------- | --------- | --------- | ------- | ---- |
| Maria Kirkova | Downhill       |           |           | 1:56.80 | 33º  |
| Maria Kirkova | Slalom         | DNF       | DNF       | DNF     | DNF  |
| Maria Kirkova | Slalom gigante | DNF       | DNF       | DNF     | DNF  |
| Maria Kirkova | Super-G        |           |           | DNF     | DNF  |

Masculino
| Atleta          | Evento         | Corrida 1 | Corrida 2 | Total   | Pos. |
| --------------- | -------------- | --------- | --------- | ------- | ---- |
| Kilian Albrecht | Slalom         | 50.08     | 52.28     | 1:42.36 | 20º  |
| Kilian Albrecht | Slalom gigante | DNS       | DNS       | DNS     | DNS  |
| Stefan Georgiev | Downhill       |           |           | DNF     | DNF  |
| Stefan Georgiev | Combinado      | 2:02.77   | 54.64     | 2:57.41 | 34º  |
| Stefan Georgiev | Slalom         | 50.86     | 53.06     | 1:43.92 | 25º  |
| Stefan Georgiev | Super-G        |           |           | 1:36.32 | 41º  |
| Stefan Georgiev | Slalom gigante | 1:23.82   | 1:25.09   | 2:48.91 | 48º  |

### Esqui cross-country
Feminino
| Atleta            | Evento                | Final   | Final |
| Atleta            | Evento                | Tempo   | Pos.  |
| ----------------- | --------------------- | ------- | ----- |
| Antonia Grigorova | 10 km livre           | 28:27.7 | 59º   |
| Antonia Grigorova | Perseguição combinada | 49:31.5 | 61º   |
| Teodora Malcheva  | 10 km livre           | 29:52.4 | 65º   |

Masculino
| Atleta          | Evento                | Final   | Final |
| Atleta          | Evento                | Tempo   | Pos.  |
| --------------- | --------------------- | ------- | ----- |
| Veselin Tzinzov | 15 km livre           | 36:11.7 | 50º   |
| Veselin Tzinzov | Perseguição combinada | DNF     | DNF   |

### Luge
Masculino
| Atleta          | Evento     | Final      | Final      | Final      | Final      | Final    | Final |
| Atleta          | Evento     | 1ª corrida | 2ª corrida | 3ª corrida | 4ª corrida | Total    | Pos.  |
| --------------- | ---------- | ---------- | ---------- | ---------- | ---------- | -------- | ----- |
| Peter Iliev     | Individual | 50.348     | 50.701     | 50.921     | 50.427     | 3:22.398 | 35º   |
| Ivan Papukchiev | Individual | 50.932     | 50.909     | 51.105     | 50.386     | 3:23.332 | 37º   |

### Patinação de velocidade em pista curta
Feminino
| Atleta                    | Evento      | Preliminar | Preliminar | Quartas     | Quartas     | Semifinal   | Semifinal   | Final       | Final       |
| Atleta                    | Evento      | Tempo      | Pos.       | Tempo       | Pos.        | Tempo       | Pos.        | Tempo       | Pos.        |
| ------------------------- | ----------- | ---------- | ---------- | ----------- | ----------- | ----------- | ----------- | ----------- | ----------- |
| Evgenia Radanova          | 500 metros  | 45.125     | 1º         | 44.047      | 3º          | Não avançou | Não avançou | Não avançou | Não avançou |
| Evgenia Radanova          | 1000 metros | 1:32.829   | 4º         | Não avançou | Não avançou | Não avançou | Não avançou | Não avançou | Não avançou |
| Evgenia Radanova          | 1500 metros | 2:23.698   | 3º         |             |             | 2:24.376    | 2º          | 2:19.411    | 7º          |
| Marina Georgieva-Nikolova | 500 metros  | DSQ        | DSQ        | Não avançou | Não avançou | Não avançou | Não avançou | Não avançou | Não avançou |
| Marina Georgieva-Nikolova | 1500 metros | 2:28.732   | 3º         |             |             | 2:25.604    | 7º          | Não avançou | Não avançou |

Masculino
| Atleta       | Evento      | Preliminar | Preliminar | Quartas     | Quartas     | Semifinal   | Semifinal   | Final       | Final       |
| Atleta       | Evento      | Tempo      | Pos.       | Tempo       | Pos.        | Tempo       | Pos.        | Tempo       | Pos.        |
| ------------ | ----------- | ---------- | ---------- | ----------- | ----------- | ----------- | ----------- | ----------- | ----------- |
| Assen Pandov | 1000 metros | 1:28.580   | 4º         | Não avançou | Não avançou | Não avançou | Não avançou | Não avançou | Não avançou |

### Snowboard
Slalom gigante paralelo
| Atleta        | Evento    | Preliminar | Preliminar | Oitavas          | Quartas          | Semifinal        | Final            | Final       |
| Atleta        | Evento    | Tempo      | Pos.       | Adversário Tempo | Adversário Tempo | Adversário Tempo | Adversário Tempo | Pos.        |
| ------------- | --------- | ---------- | ---------- | ---------------- | ---------------- | ---------------- | ---------------- | ----------- |
| Ivan Rantchev | Masculino | 1:22.83    | 26º        | Não avançou      | Não avançou      | Não avançou      | Não avançou      | Não avançou |

Snowboard cross
| Atleta           | Evento   | Preliminar | Preliminar | Quartas     | Semifinal   | Final       | Final       |
| Atleta           | Evento   | Tempo      | Pos.       | Posição     | Posição     | Posição     | Pos.        |
| ---------------- | -------- | ---------- | ---------- | ----------- | ----------- | ----------- | ----------- |
| Alexandra Jekova | Feminino | DNF        | DNF        | Não avançou | Não avançou | Não avançou | Não avançou |

Legenda
| Recorde mundial      | Recorde mundial (World record)               |                       | Recorde africano                      | Recorde africano (African) |                                           | Q | Classificado por posição (Qualified) |
| Recorde olímpico     | Recorde olímpico (Olympic record)            | Recorde da América    | Recorde da América (Americas)         | q                          | Classificado por melhor tempo (Qualified) |   |                                      |
| Melhor marca do ano  | Melhor marca do ano (World leading)          | Recorde asiático      | Recorde asiático (Asian)              | DNS                        | Não largou (Did not start)                |   |                                      |
| Recorde nacional     | Recorde nacional (National record)           | Recorde europeu       | Recorde europeu (European)            | DNF                        | Não terminou (Did not finish)             |   |                                      |
| Recorde pessoal      | Recorde pessoal do atleta (Personal best)    | Recorde da Oceania    | Recorde da Oceania (Oceania)          | DSQ / DQ                   | Desclassificado (Disqualified)            |   |                                      |
| Recorde da temporada | Recorde da temporada do atleta (Season best) | Recorde sul-americano | Recorde sul-americano (South America) | NM                         | Sem marca (No mark)                       |   |                                      |